# Revista Oficial Nintendo
Revista Oficial Nintendo fue la revista oficial de la compañía de videojuegos Nintendo en España durante 26 años y 316 números. Antes llamada Nintendo Acción, cambió su nombre en el número 229, en diciembre de 2011, por cuestiones de unificación de marca. Fue fundada en diciembre de 1992 con la idea de dar a conocer las novedades de las consolas de Nintendo en España. De periodicidad mensual, fue originalmente editada por Hobby Press hasta su compra por parte de la editorial alemana Axel Springer, en 1998. Estuvo dirigida durante más de 20 años por Juan Carlos García, tras cuya salida fue nombrado redactor jefe Rubén Guzmán, cargo que ejerció durante varios años, seguido de Gustavo Acero a finales de 2016. En su etapa final, dicho puesto fue ocupado por Sonia Herranz como "coordinadora de redacción" (en la práctica, directora en funciones), cambiando al equipo anterior de la revista hasta su cierre definitivo en diciembre de 2018 tras registrar los peores datos de ventas de su historia.

## Ediciones y formatos
En el número de enero de 2007, publicado en 15 de diciembre de 2006, la revista cambió de formato, coincidiendo con su primer número desde la salida de Wii al mercado. Este hecho respondió a una coordinación con la nueva imagen que quería ofrecer la marca.
Normalmente, la revista se vendía adherida a un cartón en un precinto de plástico. Después pasó a venderse únicamente precintada y, finalmente, en concienciación con el medio ambiente, eliminó el cartón y el precinto.
En el número de enero de 2008, la revista añadió una revista nueva en la parte posterior y con las páginas en sentido inverso, con un número considerablemente menor de páginas. Esta revista se definía como una nueva perspectiva de jugar a los videojuegos, para sacarle otros usos a los videojuegos en las consolas aparte del entretenimiento, como información de gente que hacía deporte con Wii-Fit o ejercitaba su cerebro con juegos de la serie 'Touch Generations' como El Profesor Layton o Brain Training, entre otros. Se dejó de publicar en el número 221.

## Fenómeno Pokémon
Desde el fenómeno Pokémon, la publicación comenzó a incluir cada mes un suplemento al que llamaron Revista Pokémon donde se analizaban todas las novedades del juego de Nintendo, poniendo en contacto a jugadores entre sí y aportando todo tipo de noticias, aunque a principios de 2012 se dejó de publicar.

## Última edición y cierre de la revista
En diciembre de 2018, la editorial Axel Springer, dueña de la revista, decidió dejar de publicarla debido a las bajas cifras de ventas registradas a final de año, y tras 26 años en activo, la Revista Oficial Nintendo dio por finalizada su carrera en el mundo de los videojuegos en España. Al existir únicamente en formato físico, su cierre culminó en la desaparición por completo de la Revista Oficial Nintendo.

## Secciones
Tenía varias secciones fijas:
- Bienvenidos: agregada en el número 221, el director de la revista escribe unas líneas al empezar la revista.
- Sumario: una breve presentación con los contenidos más destacados del número, incluyendo sumario de contenido.
- Planeta Nintendo: agregada en el número 221, incluye agenda de eventos, noticias, información sobre leyendas del videojuego, tanto personas físicas como personajes. También incluye la sección El Buzón: cartas y correo electrónicos de los lectores. Incluye concursos para enviar portadas y dibujos u otras obras, que son premiadas por la redacción con algún videojuego.
- Reportajes: sección en la que examinan con detenimiento algunos juegos en especial o algún evento de gran importancia, como puede ser el lanzamiento de una nueva consola o la celebración de una feria de videojuegos.
- Novedades: Se incluyen reportajes de varias páginas acerca de los nuevos juegos más destacados que saldrán próximamente. Al final se incluye un recuadro con la puntuación en cada apartado, que va del 1 al 4 en los siguientes aspectos: Gráficos, Multijugador, Duración y Diversión, junto con el porcentaje global del juego (puntuado del 1 al 100) y una lista de lo mejor y lo peor del juego, así como juegos parecidos que califican como mejores o peores que el descrito en el artículo.
- Avances: Aquí hacen una pequeña iniciación a los juegos que comentaran y puntuarán en el próximo número, indicando lo que les ha parecido lo mejor y lo peor del juego.
- I love Nintendo: agregada en el número 221, se muestra la "cultura nintendera": gente importante de Nintendo, repaso a juegos, a momentos, números anteriores...
- Comunidad: Está dedicada a consultas, dibujos y fotografías de los lectores.
- Prácticos: En esta sección suelen poner guías completas, o de un campo determinado (ej: colección de piezas en un determinado videojuego). Esta puede durar de uno a varios números. Además en algunos números explican utilidades de las consolas de Nintendo. También se incluye en esta sección el consultorio del profesor Kukui, donde se responden a las preguntas que los lectores les han enviado referentes a juegos de Pokémon.
- Próximo número: Aquí hacen un muy pequeño avance de una página de lo mejor del próximo número.

### Secciones eliminadas
- Noticias: Noticias breves acerca de nuevos juegos anunciados de los que aún no se conocían muchos datos, promociones de nuevos colores de Nintendo DS, consolas de edición limitada, entre otras. Fue sustituida tras el número 220 por Planeta Nintendo, ya que esta incluía la información propia de esta sección.
- Nintendo eShop: Sección en la que se comentaban y analizaban las últimas novedades en la Nintendo eShop, DSi Ware y Wii Ware.

## Nintendo Generations
En el número de enero de 2008, Nintendo Acción añadió una mini-revista en la parte de atrás, con las páginas en sentido inverso, de forma que para leerla hay que darle la vuelta a la revista. Esta se conoce como Nintendo Generations y que dejó de publicarse tiempo después.
Más breve que Nintendo Acción, se centraba en otras formas de jugar a las consolas de Nintendo. Como la revista principal, se dividía en algunas secciones, todas ellas marcadas por una exclamación en color rojo y en cursiva (!)
- De entrada! La primera página. Está ocupada por un pequeño editorial redactado por el director, algunas novedades de Nintendo como sus ventas o usuarios, e índice de contenidos.
- En Portada! El reportaje principal, donde se habla del producto que aparece en la portada de Nintendo Generations.
- Ideas! (a veces llamado Generations!) Reportajes del resto de novedades de Nintendo: juegos de mente, ejercicio físico...